# Гартман II (граф Кибурга)

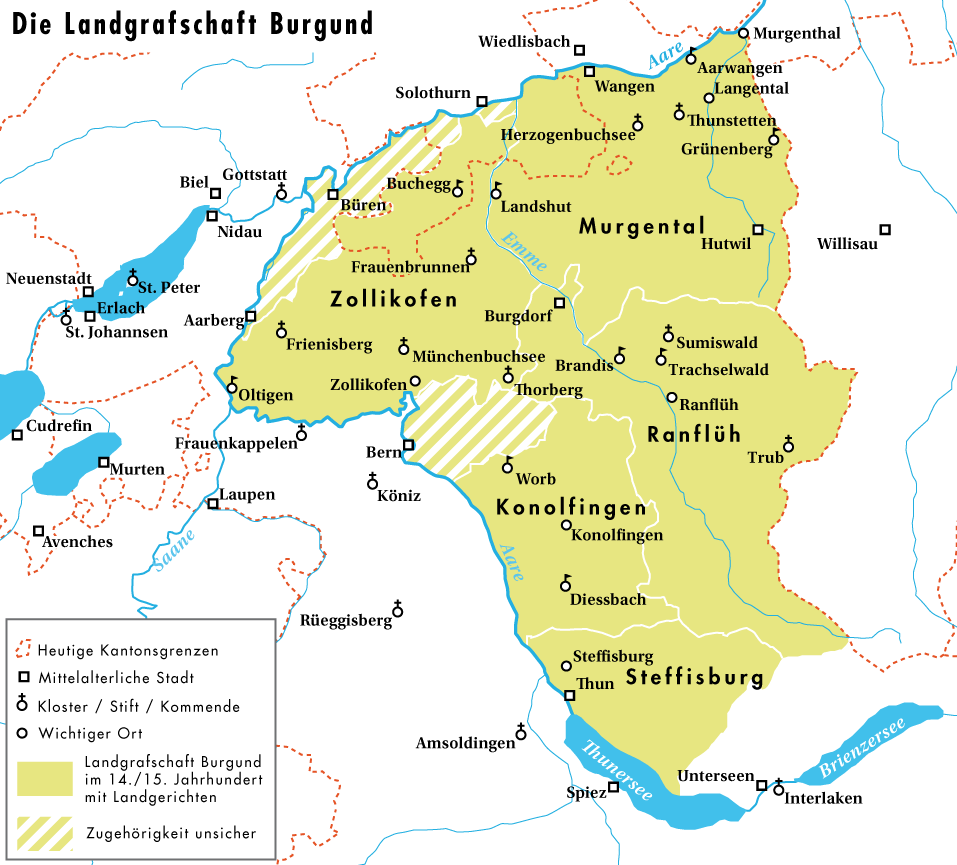
Ландграфство Бургундия. Заштрихованы территории, принадлежность которых точно не известна

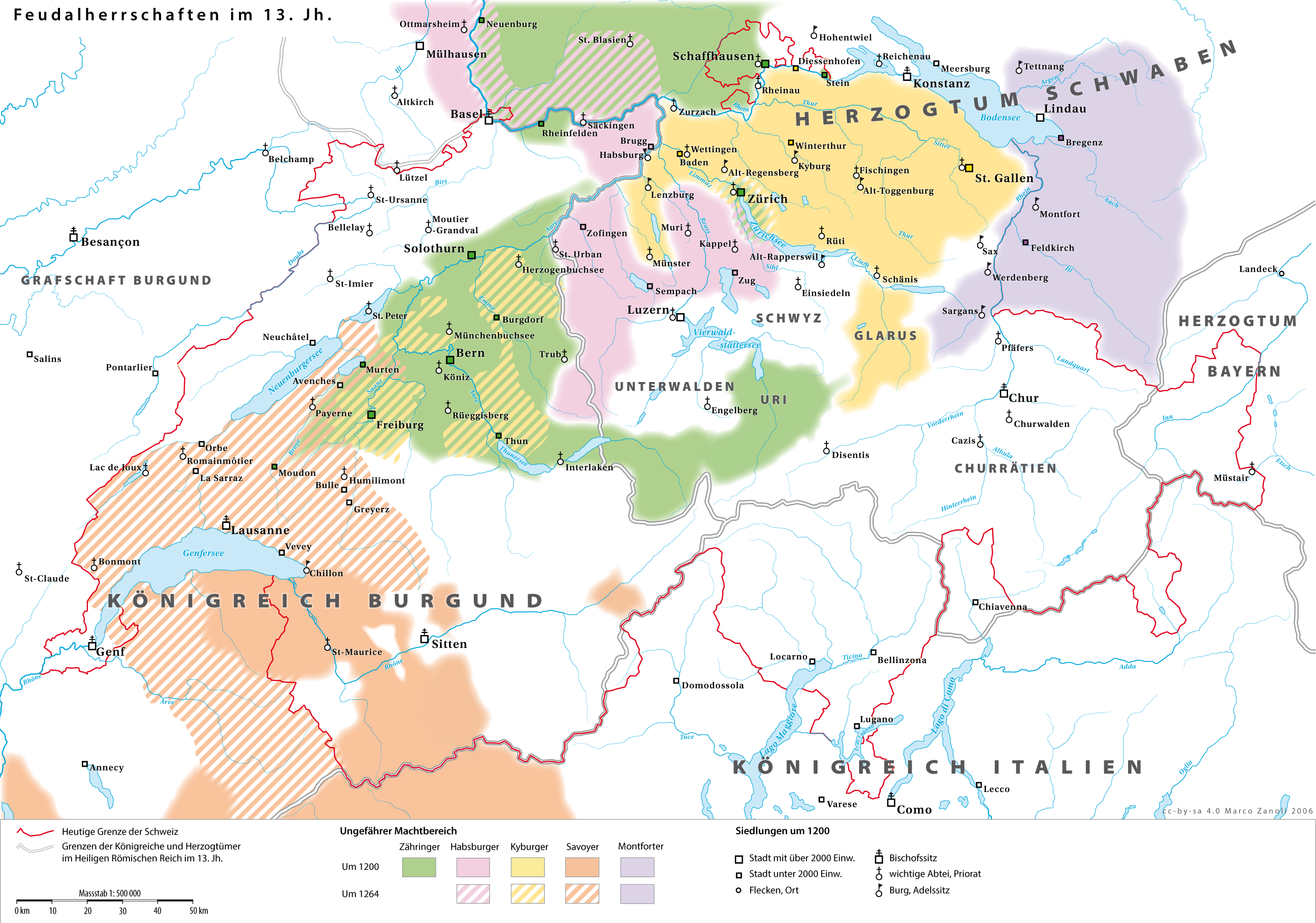
Владения графов Кибурга (жёлтым - графство Кибург, жёлто-зелёным цветом - ландграфство в Бургундии)

Гартман II (Hartmann II. von Kiburg) (р. ок. 1299, погиб 31.10.1322) — граф Кибурга с 1301, ландграф Бургундии с 1313.
Старший из двух сыновей Гартмана I фон Кибурга и Елизаветы фон Фрайбург. Его родители поженились в 1298 году, и дату рождения Гартмана II ориентировочно можно отнести к следующему году.
Наследовал отцу в 1301 году, будучи ещё ребёнком. Его опекунами до совершеннолетия (1313) были мать и Ульрих фон Торберг (ум. 1312), заключивший 6 апреля 1301 года союз с городом Берн.
С 1313 г. ландграф Бургундии (лен герцога Австрии Леопольда I Габсбурга).
В 1319 году женился на Маргарите Невшательской, даме де Будри, дочери графа Невшателя Родольфа IV. Детей не было (возможно, невеста ещё не достигла детородного возраста).
Брат Гартмана II Эберхард (1300—1357) с юных лет предназначался к духовной карьере. Он в 1316 году учился в школе права в Болонье, в том же году — пробст в Ансолдингене. С 1318 канонник в Страсбурге и Кёльне.
Хотя Эберхард добровольно согласился стать священником, он тяготился своим положением «ущемлённого в правах» и потребовал часть родительских земель.
В ответ на это Гартман II приказал схватить брата, и тот был заточён в замке Рошфор, принадлежавшим тестю графа Рудольфу Нёвшательскому.
При посредничестве герцога Леопольда Австрийского было заключено мировое соглашение, невыгодное для Эберхарда: из всех владений ему пообещали замок Тун с условием уплаты 150 марок ежегодно. Он был освобождён, и обе стороны со своими друзьями собрались 31 октября 1322 года в том самом замке Тун (Thun) отметить примирение. Однако после винных возлияний началась ссора, переросшая в драку, в результате которой Гартман II выпал из окна и от полученных телесных повреждений умер.
Эберхарда обвинили в убийстве, и король Людвиг IV объявил владения рода Кибургов конфискованными. Однако Эберхард обратился за помощью к городу Берну, опасавшемуся, что конфискованные земли отдадут австрийским Габсбургам. При его поддержке братоубийца благополучно стал наследником графства Кибург и ландграфства в Бургундии. Людвиг IV, увязший в своих итальянских делах, не стал предпринимать никаких действий. А в 1328 году (хартией от 21 октября) он и вовсе предоставил Эберхарду право чеканить монеты любого достоинства, что означало полное примирение. Другой враг графа, Леопольд Австрийский, к тому времени уже умер.